# Lelygebergte Airstrip
Lelygebergte Airstrip is een landingsstrook ten zuidwesten van het plateau Lelygebergte in het oosten van het district Sipaliwini in Suriname. Het werd aan het begin van de jaren 1970 gebouwd door Suralco ter ondersteuning van de mijnbouw van bauxiet.
Er zijn rond de drie maatschappijen die het vliegveld aandoen. Er zijn lijnvluchten naar Zorg en Hoop Airport in Paramaribo. De ondergrond van de landingsbaan is van gras. De baan heeft een lengte van circa 650 meter.